# Font de la plaça de la Font de Penelles
La Font de la plaça de la Font de Penelles és una obra de Penelles (Noguera) inclosa a l'Inventari del Patrimoni Arquitectònic de Catalunya.

## Descripció
Font feta amb pedra, de secció hexagonal, i col·locada damunt d'una plataforma també hexagonal de dos graons. La base de la font té estructura de pilar i és més ampla que la resta dels cossos. Sustenta el plat o receptacle que serveix per contenir l'aigua que raja. Al damunt s'alça un altre pilar, més estret i alt que la base, que conté tres aixetes d'on raja l'aigua. Al damunt de cadascuna de les aixetes, sobre la pedra del pilar, hi ha esculpides tres figures, un pagès, un guàrdia civil i una lluna. Aquest cos és coronat per un capitell de poca alçada motllurat. El corona un cos de la mateixa amplada que el cos principal de la font i amb els angles superiors rebaixats. Al damunt s'alça una peanya que sosté una esfera també de pedra.

## Història
Aquesta font fou construïda l'any 1896 pel mestre d'obres i picapedrer Valeri Farràs i Muntané, conegut popularment per "lo Pauet de Cal Manuel", segons testimonien diverses persones, per tradició oral. Lamentablement, el seu nom no consta en cap document oficial. L'any 1964 s'hi van fer obres i s'arreglà una mica.